# Fléchy
Fléchy is een gemeente in het Franse departement Oise (regio Hauts-de-France) en telt 97 inwoners (2009). De plaats maakt deel uit van het arrondissement Clermont.

## Geografie
De oppervlakte van Fléchy bedraagt 4,8 km², de bevolkingsdichtheid is dus 20,2 inwoners per km².
De onderstaande kaart toont de ligging van Fléchy met de belangrijkste infrastructuur en aangrenzende gemeenten.

## Demografie
Onderstaande figuur toont het verloop van het inwonertal (bron: INSEE-tellingen).